# خايمي أوليفا راميريز
خايمي أوليفا راميريز هو سياسي مكسيكي، ولد في 19 نوفمبر 1958 في ليون في المكسيك. نشط حزبياً في حزب العمل الوطني. وقد انتخب عضو مجلس النواب المكسيك ‏.